# 乔吉特·雷耶夫斯基
乔吉特·雷耶夫斯基（Georgette Alice Victorine Henriette Reijevsky, Georgette Rejewski，1910年2月12日—2014年2月21日）是一名比利时-德国演员。1934年她开始演绎生涯，出演《爱若此时》、《遥远的桥》和《另一位母亲》。
她出生于比利时安特卫普，她的父亲是俄罗斯籍、母亲是比利时人。2014年2月21日，她因自然原因去世，死于医院，享年104岁。